# Club de Gimnasia y Esgrima La Plata
Il Club de Gimnasia y Esgrima La Plata, chiamato comunemente solo Gimnasia La Plata o Gimnasia, è una società polisportiva con sede a La Plata, in Argentina.
È noto soprattutto per la sua sezione calcistica, la quale gioca in Primera División, la massima serie del campionato argentino.
Il Gimnasia y Esgrima la Plata gioca le proprie partite interne nello Stadio Juan Carmelo Zerillo, noto come estadio del Bosque (in quanto si trova all'interno del parco pubblico Paseo del Bosque, nella zona nordorientale di La Plata).
Tale edificio ha una capacità di più di 33 000 persone ed è stato usato fino al 2005.
Essa ha anche un centro sportivo, asilo nido, scuole primarie e secondarie e un'azienda agricola di 160 ettari, tra le altre strutture.
Il Gimnasia y Esgrima è stato campione della División Intermedia del Fútbol Argentino nel 1915, della prima divisione nel 1929 e seconda classificata nel 1924 durante il periodo del dilettantismo. Nel periodo del calcio professionistico, il Gimnasia ha vinto la Coppa del Centenario nel 1994 e la seconda divisione nel 1944, 1947 e 1952, e si è classificato secondo in Primera División in 5 occasioni. Avendo preso parte alla Primera División per 69 stagioni è l'ottavo club per numero di partecipazioni nella massima serie del calcio argentino.

## Storia
Il Club de Gimnasia y Esgrima La Plata è stato fondato il 3 giugno 1887 ed è ad oggi il più antico club calcistico ancora attivo in tutto il Sud America. La sua fondazione è avvenuta appena cinque anni dopo la fondazione della città di La Plata nel 1882. I primi sport praticati furono ginnastica e scherma (rispettivamente, in spagnolo, Gimnasia e Esgrima). I club sportivi che praticavano queste discipline erano comuni tra le classi agiate verso la fine del XIX secolo (cfr la prima fondazione del Gimnasia y Esgrima di Buenos Aires nel 1880). Più tardi, il club cominciò a praticare altre discipline sportive, tra le quali l'atletica leggera, il calcio, la pallacanestro e il rugby.
Il club ha cambiato denominazione un paio di volte: dall'aprile al dicembre 1897 ebbe la denominazione di "Club de Esgrima" in quanto la scherma era l'unica attività praticata in quel periodo. Il 17 dicembre 1897 tornò alla sua denominazione originaria: "Club de Gimnasia y Esgrima". Dal luglio 1952 al 30 settembre 1955, il club ebbe la denominazione di "Club de Gimnasia y Esgrima de Eva Perón", poiché la città di La Plata stessa era stata ribattezzata "Eva Perón" nel 1952, dopo la morte di Evita Perón. La città ritornò al suo nome precedente durante il governo di "Revolución Libertadora", e lo stesso fece il club. Tuttavia, la società rimase popolarmente nota come "Club de Gimnasia y Esgrima de La Plata", fino al cambio di denominazione avvenuto il 7 agosto 1964.

### Era amatoriale (1891-1930)

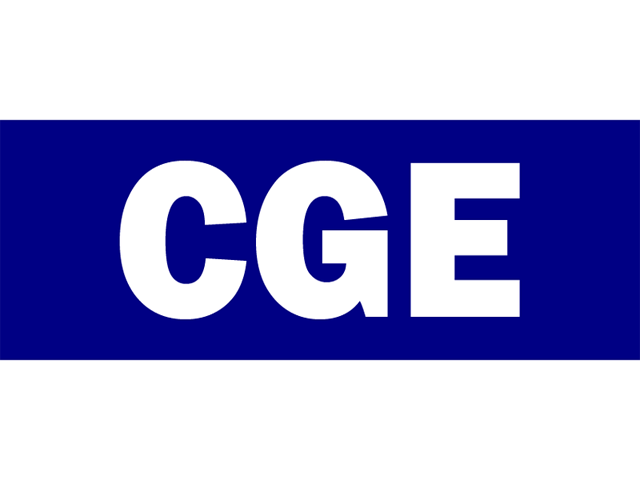
I colori di C.G.E.

Il Gimnasia dovette abbandonare il suo campo da gioco originale all'angolo tra la 13ª e la 71ª strada nel 1905; a quel tempo, scelse di non praticare più il calcio e dedicare il club principalmente alle attività sociali. Come risultato, alcuni membri che erano interessati a praticare il calcio si staccarono dal club e fondarono un club dedicato principalmente a tale sport: l'Estudiantes de La Plata. Più tardi, nel 1912, un gruppo di calciatori in conflitto con l'Estudiantes de La Plata si unirono al Club Independencia, che in seguito si fuse con il Gimnasia y Esgrima nel 1914, ritornando a praticare il calcio. Nel 1915 Gimnasia y Esgrima si iscrive alla "División Intermedia", vincendo il campionato e ottenendo di conseguenza la promozione alla massima serie del campionato argentino di calcio. In quello stesso anno, il Gimnasia vinse due competizioni che erano in svolgimento: la Coppa Competencia Adolfo J. Bullrich e la Coppa Campeonato Intermedia.
Il 27 aprile 1916, il Gimnasia giocò contro l'Estudiantes de La Plata, il suo classico rivale, per la prima volta. La partita si svolse presso il campo dell'Estudiantes (situato tra la 1ª e la 57ª strada), dove il Gimnasia y Esgrima sconfisse i rivali per 1-0. Quello stesso anno, il Gimnasia terminò il campionato al quarto posto, dietro al Racing Club, al Platense e al River Plate, con nove vittorie, nove pareggi e tre sconfitte. Nel 1921 il Gimnasia si classificò nuovamente al quarto posto, dietro Racing Club, River Plate e Independiente, con 23 vittorie, sei pareggi e nove sconfitte.
Il 27 aprile 1924 il nuovo stadio fu inaugurato, con sede a La Plata, all'interno del principale parco di La Plata ("El Bosque", la Foresta) all'incrocio tra la 60ª e la 118ª strada, e fu chiamato Stadio Juan Carmelo Zerillo. Il Gimnasia y Esgrima rimase imbattuto all'interno del proprio stadio per 15 mesi (dal suo primo incontro ufficiale fino al luglio 1925). In tale anno, Gimnasia raggiunse il secondo posto, alle spalle del San Lorenzo, con 15 vittorie, sette pareggi e una sconfitta.

#### Il titolo del 1929

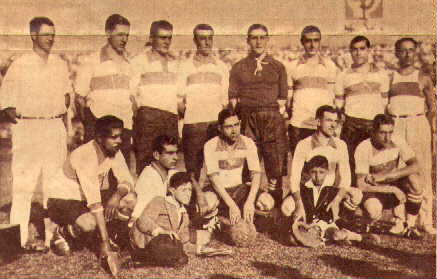
Il Gimnasia vincitore del titolo nel 1929.

Nel 1929, il Gimnasia y Esgrima vinse il suo unico titolo di Prima divisione dell'era dilettantistica, dopo una stagione che finì con quattordici vittorie e tre sconfitte. Il campionato del 1929 fu organizzato nel formato Copa Estímulo: le squadre vennero suddivise in due gruppi (dette "pari" e "dispari"), con le vincenti di ognuno dei due gruppi che si contendevano il titolo in una finale. Il Gimnasia y Esgrima si classificò al primo posto nella "zona dispari", che comprendeva River Plate, Racing Club, Huracán, e Estudiantes de La Plata, tra le altre squadre. La "zona pari" fu vinta dal Boca Juniors, che ottenne così la qualificazione alla finale.
La finale si svolse il 9 febbraio 1930 presso il vecchio stadio del River Plate (all'incrocio tra Alvear e Tagle in Recoleta). In quel giorno, il Gimnasia schierò: Scarpone, Di Giano e Delovo; Rusciti, Santillán e Belli; Curell, Varallo, Maleani, Díaz, e Morgada. Dopo aver concluso il primo tempo in svantaggio di una rete, la squadra rimontò e vinse grazie a due gol di Martin Maleani. Quello stesso anno il Gimnasia Riserve vinse il Campionato Riserve. Con questo successo, il Gimnasia y Esgrima divenne il primo club di La Plata a vincere una competizione organizzata da una federazione riconosciuta dalla FIFA.

#### Il Tour Europeo del 1930/1931

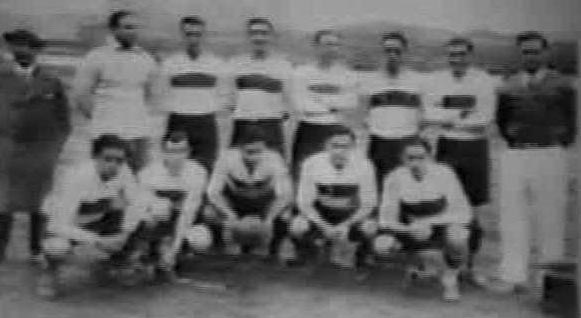
La squadra in Europa durante il Tour nel 1931.

Tra il dicembre 1930 e l'aprile 1931, la squadra del Gimnasia, che più tardi sarebbe stato conosciuto come "El Expreso" (in italiano, "L'Espresso"), fece un tour viaggiando attraverso l'Europa e il Brasile. Il Gimnasia divenne così il primo club argentino al di fuori di Buenos Aires a competere in Europa, e la prima a giocare in Portogallo, Cecoslovacchia, Austria e Italia. Nel corso del tour europeo, il Gimnasia giocò ventidue partite, vincendone undici e perdendone sei. Il 15 febbraio 1931, Gimnasia batté 4-0 lo Sportverein München a Monaco di Baviera, in una partita conosciuta per essere stata la prima partita giocata da una squadra argentina su un campo coperto di neve. L'8 marzo il Gimnasia vinse 3-1 sullo Sparta Praga a Praga, una delle squadre più forti in Europa in quel periodo e, tra l'altro, fino a quel momento imbattuta contro le squadre sudamericane. Il Gimnasia sconfisse nel corso di quel tour anche tre dei più importanti club europei: sconfisse 3-1 il Real Madrid (a Madrid, il 1º gennaio 1931), 2-1 il Barcellona (a Barcellona, il 6 gennaio 1931), e 1-0 il Benfica (a Lisbona, il 29 marzo 1931).

### Era professionistica (1931-2008)

#### "El expreso" del 1933
Già all'inizio dell'era professionistica il Gimnasia entrò nella storia del calcio argentino, quando, con la formazione chiamata El Expreso, vinse il primo turno del campionato di Prima divisione e concluse il torneo al quarto posto con un record di 21 vittorie, 4 pareggi e 9 sconfitte.
Nella seconda fase, il Gimnasia avanzò in campionato fino a che non dovette affrontare il Boca Juniors e il San Lorenzo. Tuttavia, la squadra, che come cannoniere aveva Arturo "El Torito" Naón con 33 gol, era già entrata nella memoria dei tifosi come "El Expreso".

#### Coppa del Governatore Alende (1960)

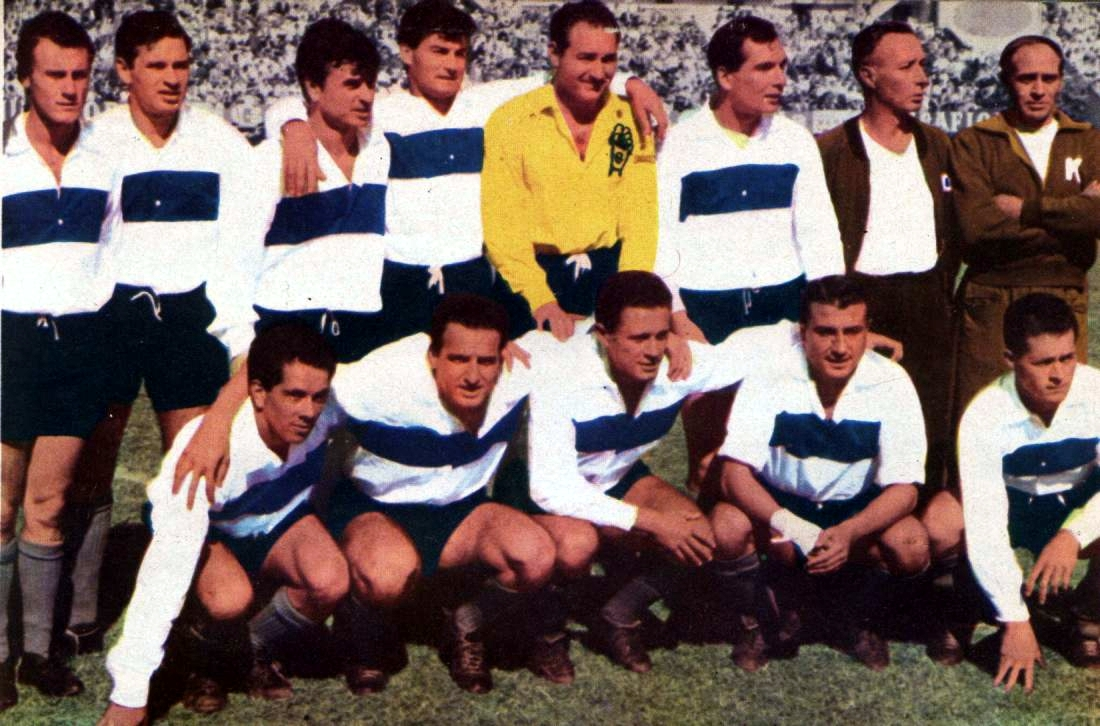
La squadra nel 1960.

Questa competizione si disputò nel 1960 e fu organizzata dal Club Estudiantes de La Plata. Fu chiamato "Copa Gobernador de la Provincia de Buenos Aires Dr Oscar Alende", in onore del governatore Oscar Alende. Il torneo fu un quadrangolare internazionale, comprendente partite amichevoli tra Estudiantes, Gimnasia, Club Nacional de Football e Club Atlético Peñarol, le due principali squadre di calcio dell'Uruguay.
Il Gimnasia vinse entrambi gli incontri contro le squadre Charrúa: 5-2 contro il Nacional e 1-0 contro il Peñarol. L'Estudiantes perse invece le partite rispettivamente per 0-1 e 2-5.
Nell'ultima partita, il Gimnasia pareggiò con l'Estudiantes 2-2. Il 13 febbraio 1960, Gimnasia fu quindi dichiarato campione del Trofeo Gobernador Alende, nello stadio del suo acerrimo rivale cittadino.

#### La Barredora (1970)

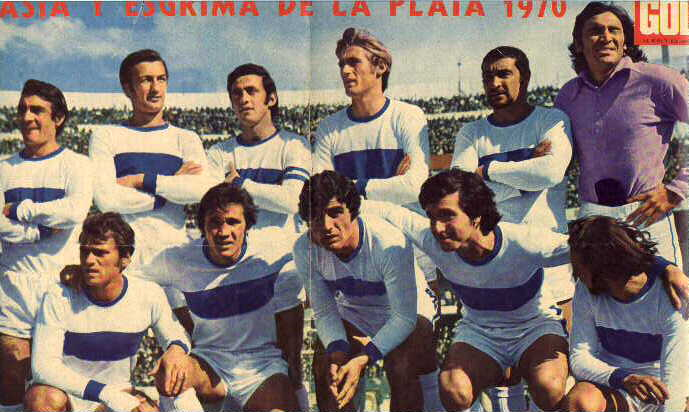
La squadra del 1970, La Barredora de José.

Una delle squadre più ricordate dai tifosi del Gimnasia è "La Barredora" ("La spazzatrice"). Dopo quasi un decennio di alti e bassi, i campionati organizzati dall'Asociación del Fútbol Argentino (AFA) furono ristrutturati.
Il risultato fu la creazione di due campionati: il "Metropolitano", disputato da squadre affiliate direttamente alla AFA (e diviso in due zone), e il "Nacional", disputato da squadre nelle prime posizioni del "Metropolitano" , oltre a squadre dei campionati dell'interno dell'Argentina. Il resto delle squadre disputava i tornei "Promocional" e "Reclasificatorio". C'erano inoltre delle differenze, per esempio il "Metropolitano" si svolgeva con un girone all'italiana mentre il "Nacional" con una competizione divisa in due gruppi.
Nel corso del primo anno, il 1967, il Gimnasia y Esgrima si laureò campione del "Promocional".
Nel 1970, il Gimnasia y Esgrima terminò secondo nella zona "B" dietro al Chacarita Juniors, e si qualificò per la semifinale del "Nacional" contro il Rosario Central, che era terminato in prima posizione nella zona "A". Il risultato finale fu una vittoria per 3-0 per il Rosario Central.
La formazione tipo di quegli anni era la seguente: Hugo Gatti; Ricardo Rezza, José Bernabé Leonardi, José Masnik, Roberto Zywica, Roberto Gonzalo; Héctor Pignani, José Santiago, Delio Onnis, José Néstor Meija, Jorge Castiglia. José Varacka era l'allenatore.

#### Il ritorno alla Prima divisione (1984)
Dopo una brutta stagione, il Gimnasia y Esgrima retrocesse nella Primera "B" nel 1979. La squadra militò in seconda divisione tra il 1980 e il 1984, anno in cui ritornò in Prima divisione. Nella squadra giocavano calciatori come ad esempio Ricardo "El pulpo" Kuzemka e Carlos Carrió; l'allenatore era Nito Veiga.
Nel 1984 il Gimnasia y Esgrima ottenne il terzo posto nella classifica globale, qualificandosi così al torneo ad otto squadre che metteva in palio la promozione in Prima divisione. Le altre squadre qualificate erano il Racing Club, Argentino de Rosario, Club Atlético Tigre, Defensores de Belgrano, Club Atlético Lanús, Nueva Chicago e Deportivo Morón. Il Gimnasia raggiunse la finale, sconfiggendo il Racing Club per due volte, prima ad Avellaneda per 3-1, e poi 4-2 a La Plata il 30 dicembre 1984. Con queste vittorie, il Gimnasia ottenne la promozione in Prima divisione. Dal 1985 fino al 2011 non è più retrocesso.

#### La Coppa Centenario
Nel 1993, la Federcalcio argentina organizzò un torneo a eliminazione diretta, detto Copa Centenario ("Coppa del Centenario"), per celebrare il centesimo anniversario dalla fondazione. Tutte le squadre di prima divisione giocarono contro i propri rivali cittadini (Racing-Independiente, Rosario-Newell's, etc.) in due gare con sistema di "doppia eliminazione": le vincenti dei derby andavano in una parte del tabellone, le perdenti nell'altra, senza essere eliminate. Il Gimnasia sconfisse i rivali classici dell'Estudiantes per 1-0, con gol di Guillermo Barros Schelotto, e si qualificò per il girone dei "vincenti" grazie allo 0-0 del ritorno. Quindi, eliminò in successione Newell's Old Boys, Argentinos Juniors e Belgrano de Córdoba andando a vincere il tabellone dei "vincenti". Il River Plate vinse il tabellone dei "perdenti" e si qualificò per la finale, da giocare in casa del Gimnasia.
Il Gimnasia vinse la finale per 3-1 con gol di Hugo Romeo Guerra, Fernandez e Guillermo Barros Schelotto. Il gol del River venne segnato da Villalba. La formazione campione comprendeva Lavallén (portiere), Sanguinetti, Morant, Ortiz, Dopazo, Fernandez, Bianco, Talarico, Gustavo e Guillermo Barros Schelotto e Guerra.

#### Da Griguol a Troglio
Con l'esperto allenatore Carlos Griguol alla guida della squadra, il Gimnasia raggiunse il secondo posto nel Clausura 1995, ripetendo l'ottima performance nel 1996 e nel 1998. Inoltre raggiunse il secondo posto nel 2002 (guidato da Carlos Ramacciotti).
Il Gimnasia inoltre si classificò al secondo posto nel 2005 sotto la guida di Pedro Troglio, dopo un'eccellente stagione che li aveva vista lottare per il titolo contro il Boca Juniors fino all'ultima gara del campionato.
Queste dimostrazioni di forza permisero al Gimnasia di prendere parte alle competizioni internazionali del Sud America: la Coppa Sudamericana, nel 2006, e l'edizione 2007 della Coppa Libertadores.

#### Storia recente (2007-oggi)
Alle elezioni del dicembre 2007, l'ex-presidente Juan José Muñoz fu sconfitto da Walter Gisande. Il nuovo Presidente ingaggiò come allenatore l'ex calciatore Guillermo Sanguinetti.
Successivamente, il sindaco della città di La Plata, Pablo Bruera, annunciò che il Gimnasia avrebbe potuto tornare a giocare nel suo stadio.
Secondo la Federazione internazionale di calcio Storia e Statistica (IFFHS), il Gimnasia y Esgrima è all'8º posto tra i club argentini nel periodo marzo 2007 - febbraio 2008 prima di altre squadre nella prima Divisione Argentina, come Banfield, Argentinos Juniors, Independiente, Newell's Old Boys, Racing Club e Colón.
Il 21 giugno 2008 la squadra ritornò a giocare una partita ufficiale allo stadio Zerrillo all'ultima giornata del Torneo Clausura del 2008, a Lanus.
Durante l'inverno 2008, il Gimnasia ha effettuato il ritiro nel comune di Maldonado, in Uruguay. Gisande rinforzò la squadra, con gli ingaggi di 10 nuovi giocatori tra cui si segnalarono i ritorni di Sebastián Ariel Romero, Roberto Carlos Sosa, Mariano Messera e Esteban Nicolás González, raggiunti poi dal portiere Gastón Sessa, e da Ariel Agüero, Patricio Graff, Franco Niell, Hugo Iriarte e Rene Lima. Come direttore tecnico venne confermato l'uruguaiano Guillermo Sanguinetti.
Il 30 settembre 2008, a seguito della pesante sconfitta patita contro gli acerrimi rivali dell'Estudiantes e degli scarsi risultati in campionato - 9 punti nelle prime 8 partite -, l'allenatore Guillermo Sanguinetti rassegnò le dimissioni. Al suo posto venne ingaggiato Leonardo Madelón.
Nel 2011 il club platense retrocede in Primera B Nacional.
Il 5 settembre 2019 viene nominato tecnico Diego Armando Maradona fino al termine della stagione. Il 19 novembre, però, lascia temporaneamente l'incarico per incomprensioni dovute ad un possibile cambio societario. Il presidente Gabriel Pellegrino, pur di far rimanere l'argentino, si fa rieleggere alla guida del club tramite un mandato triennale. L'ex fuoriclasse argentino resterà in panchina fino al 25 novembre 2020, data della sua scomparsa. 

## Colori e simboli

### Stemma
Lo stemma del Club de Gimnasia y Esgrima La Plata è una corona sulla cui parte superiore è delineato un elmo con un cimiero araldico. Al centro, a smalto e con i colori del club (bianco e blu marino), il monogramma del club appare in rilievo. In alto spuntano le impugnature di una sciabola ed un fioretto incrociati e delle foglie di alloro escono dai lati dello scudo.
Sin dalla sua creazione, lo stemma del club ha subito alcune modifiche. Dal 1887 fino al 1928, lo stemma utilizzato è stato ideato da Emilio Coutauret, ed era caratterizzato da un disegno fatto a mano e riccamente decorato. Nel 1964, a seguito di una riforma dello statuto della fondazione, lo stemma del club ha adottato una forma più semplice, pur mantenendo la sostanza di quella originale. Questo è lo stemma attuale, spesso rappresentato sulla divisa da gioco.
Ci sono state alcune lievi modifiche introdotte negli ultimi anni. Durante la presidenza di Héctor Domínguez, la sigla al centro dello stemma è stata cambiata, sostituendo la storica CGE (Club de Gimnasia y Esgrima), con il GELP (Gimnasia y Esgrima La Plata), modifica che è persistita durante i mandati di Francisco Gliemmo e Juan José Muñoz. Fin dall'inizio della presidenza di Walter Gisande, si è deciso di ritornare all'originale abbreviazione di CGE.

### Inno
L'Inno ufficiale del club fu scritto nel 1915 dal famoso poeta nato a Magdalena Délfor B. Méndez, mentre a comporre la musica fu Juan Serpentini.
L'Inno ufficiale del Gimnasia è stato intonato per la prima volta il 9 luglio 1915 in occasione del ricevimento che è stato dato per accogliere la delegazione del club uruguaiano del River Plate di Montevideo. Nel 1967 l'inno è stato registrato dalla banda della polizia di Buenos Aires.

### Divise
I colori sociali del club sono presi da quelli dello stemma, come stabilito nello statuto istituzionale della società.
- Uniforme ufficiale ("camiseta titolare"): una maglia bianca con un'unica striscia orizzontale color blu navy sul petto, pantaloncini bianchi (o blu), calzettoni bianchi (o blu).
- Uniforme alternativa: una maglia color blu-navy con una striscia bianca orizzontale sul petto, pantaloncini blu navy, calzettoni blu navy.

| Titolare | Alternativa |  |

#### Evoluzione delle divise
Nei primi anni di vita del club, i colori scelti erano il bianco e azzurro, cercando di sottolineare attraverso questi colori che il club era argentino. La prima maglietta ufficiale utilizzata dal club aveva strisce azzurre e bianche.
Più tardi, nel 1905, si decise di modificare i colori per distinguerlo dal Racing Club. Ciò si è tradotto in una maglia a strisce verticali bianche e blu.
Infine, dal 1910, il design è stato modificato, cambiando le strisce verticali con una singola striscia orizzontale blu su maglietta bianca.
| 1903 | 1905 | 1910-presente |

## Strutture

### Stadio

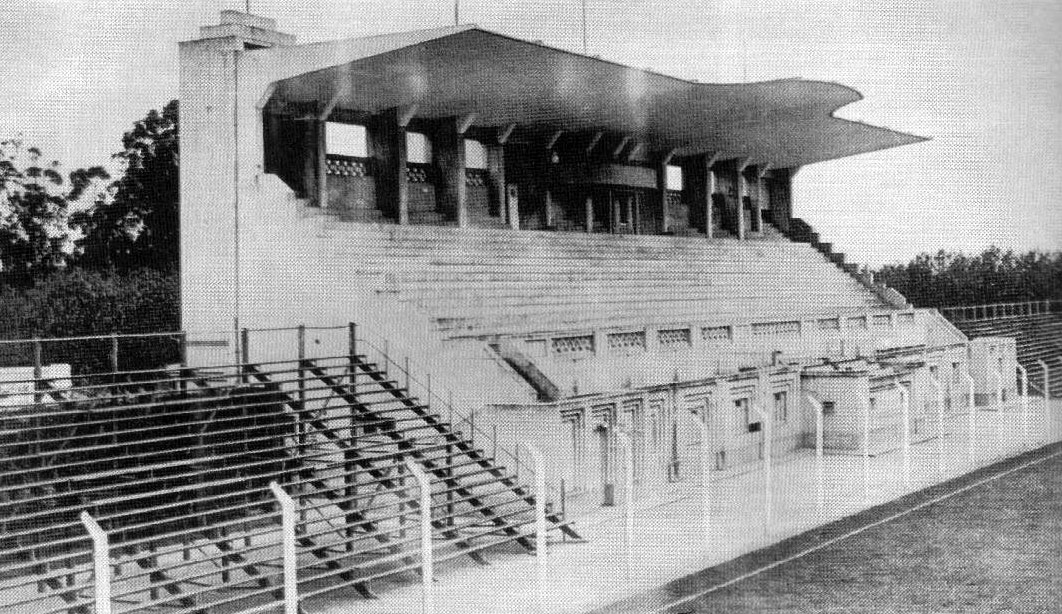
Vista della tribuna dello stadio, anni quaranta.

Il Gimnasia y Esgrima la Plata gioca le proprie partite interne nello Stadio Juan Carmelo Zerillo, noto come el Bosque (il Bosco, in quanto si trova nell'omonimo parco di La Plata). Tale edificio ha una capacità di più di 33.000 persone ed è stato usato fino al 2005.
Quando a La Plata venne costruito un nuovo stadio, sia il Gimnasia che l'Estudiantes inizialmente scelsero di rimanere nel proprio stadio. Questa sistemazione non fu più possibile quando entrambi gli impianti vennero chiusi a causa di nuovi regolamenti sulla sicurezza. Dal torneo Clausura 2006, il Gimnasia sta usando il nuovo stadio per le gare casalinghe.

## Società

### Organigramma societario
Aggiornato al 14 aprile 2008
- Presidente: Walter Gisande.
- Vice-presidenti: Fabián Cagliardi, Juan Carlos Escanda e Ernesto Fischer.
- Vocales titulares: Renato Ottaviano, Ernesto Díaz, Daniel Giraud, Laureano Durán, Víctor Palladino, Miguel Lavarra, Roberto Coscarelli, Pablo Blanco, Ricardo Vera, Flavio González, Daniel Bellini, Emidio Pappalardo e Marcelo Gisande.
- Vocales suplentes: Gustavo Scoppa, Jorge García, Roberto Capalbo, Santiago Barbieri, Ricardo Díaz, Alberto Castillo e Jorge Quintín.
- Senior account overseers: Ricardo López Osornio, Facundo Menéndez e Pablo Juanes.
- Substitute account overseers: Hernán Palladino e Alejandro Cisneros.
- Senior juror of honor: Alberto Durán, Omar Nicora, Elvio Sagarra, Julio Novarini e Eugenio Mijailoff.
- Substitute juror of honor: Alfredo Ferrarini e Carlos Gerez.

### Sponsor
Aggiornato al 2009
La tabella indica gli sponsor tecnici e ufficiali che il Gimnasia La Plata ha avuto dagli anni 1980 e 1990:
| Periodo       | Fornitor    |
| ------------- | ----------- |
| 1980-1984     | Topper      |
| 1985-1992     | Adidas      |
| 1993-1998     | Hummel      |
| 1999-2000     | New Balance |
| 2001-2008     | Puma        |
| 2009-presente | Kappa       |

| Periodo       | Sponsor                     |
| ------------- | --------------------------- |
| 1990-1992     | Pegamax                     |
| 1992          | Diario El Día               |
| 1993-2001     | Banco Municipal de La Plata |
| 2001-2002     | Fideos Manera               |
| 2002          | Ticket Vip                  |
| 2003-2004     | Suin                        |
| 2004          | Liderar Seguros             |
| 2005          | Medical Hair                |
| 2006          | Crown Mustang               |
| 2007-2008     | Motomel                     |
| 2008-presente | La Nueva Seguros            |

## Allenatori e presidenti

### Presidenti

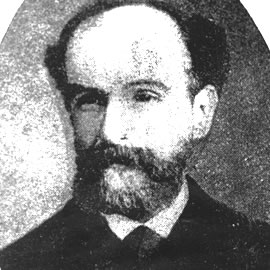
Saturnino Perdriel 1887.

In 120 anni e più di storia, il Club de Gimnasia y Esgrima La Plata ha avuto 55 presidenti. Molti di loro hanno contribuito alla crescita del Club nel corso degli anni.
Saturnino Perdriel è stato il fondatore e primo presidente della Gimnasia y Esgrima La Plata. Mr Perdriel era un commerciante ai tempi in cui la città di La Plata fu fondata, oltre ad essere un funzionario presso il Dipartimento del Tesoro della Provincia di Buenos Aires. Morì prematuramente nel 1888, dopo un anno alla presidenza del club.
Oggi, il presidente del Club de Gimnasia y Esgrima La Plata è scelto dai suoi collaboratori, attraverso elezioni generali che si svolgono ogni tre anni. Qualsiasi membro che abbia superato i 18 anni di età, e che abbia almeno tre anni di anzianità nel Club, ha diritto di voto. Membri con oltre sette anni di anzianità hanno il diritto di essere eletti nel consiglio di amministrazione, o "Directory".
L'attuale Presidente del Gimnasia y Esgrima La Plata è Gabriel Pellegrino. Nel 2007 Walter Gisande aveva vinto le elezioni battendo proprio Gabriel Pellegrino per 16 voti.

## Palmarès

### Era Dilettantistica
- Campionato argentino: 1

1929
- División Intermedia: 1

1915
- Copa Competencia Adolfo J. Bullrich: 1

1915
- Copa Campeonato Intermedia: 1

1915
- Copa Estímulo: 1

1929

### Era professionistica
- Copa Centenario della AFA: 1

1994
- Primera B Nacional: 3

1944, 1947, 1952
- Torneo Promocional: 1

1967

#### Tornei amichevoli
- Copa Amistad (2): 1977, 2006
- Copa Ciudad de Mar del Plata (1): 2009[33][34]
- Copa Municipalidad de La Plata (2): 1999, 2001[35]
- Copa Gobernador Alende (1): 1960[36]
- Copa Colonia del Sacramento (1): 1998[37]
- Cuadrangular de Asunción (1): 1975
- Copa Cristal (1): 2005[38]

#### Altri piazzamenti
- Campionato argentino:

Secondo posto: 1924 (AAm), Nacional 1970, Clausura 1996, Apertura 1998, Clausura 2002, Apertura 2005
Terzo posto: 1962, Clausura 1995, Clausura 1998, Apertura 2000
- Copa Argentina:

Finalista: 2017-2018
Semifinalista: 2015-2016
- Primera B Nacional:

Secondo posto: 1946, 2012-2013
- Coppa CONMEBOL:

Semifinalista: 1992

## Statistiche e record
- Il Gimnasia è il più antico club a militare nella Primera División Argentina, in quanto è stata fondata il 3 giugno 1887.[46]
- Il Gimnasia detiene il record per il gol più veloce nel campionato argentino: Carlos Dantón Seppaquercia segnò contro l'Huracán dopo appena 5 secondi dal fischio d'inizio, il 20 marzo 1979.[47][48]
- Il Gimnasia fu la prima squadra del Sudamerica a sconfiggere il Real Madrid sul suo terreno, a Madrid. La gara venne giocata il 1º gennaio 1931 e terminò con un punteggio di 3-2 per gli argentini.[49]
- Il Gimnasia è stato il primo club argentino ad assumere come allenatore uno straniero: l'ungherese Emérico Hirschl.
- Tra il 12 agosto 1932 e il 9 settembre 1934 il Gimnasia La Plata vinse cinque derby consecutivi, la più lunga serie di vittorie nel derby fino ad oggi.
- Il miglior punteggio è stato una vittoria 8-1 contro il Racing Club il 22 novembre 1961. Curiosamente, il Racing Club fu campione in tale anno.
- In occasione della reinaugurazione dello stadio del Boca Juniors (La Bombonera) il 5 maggio 1996, Gimnasia ha sconfitto la squadra di casa per 6-0.[50][51][52]
- Il Gimnasia ha partecipato alla Primera División Argentina per 69 stagioni.

### Statistiche di squadra
- Miglior piazzamento in Primera División: 2o ((5): Clausura 1995, Clausura 1996, Apertura 1998, Clausura 2002 e Apertura 2005)
- Stagioni in Primera División: 69
- Stagioni in Segunda División: 8
- Miglior piazzamento in Primera División Dilettanti: 1o (1929)
- Peggior piazzamento in Primera División Dilettanti: 25o (of 34 in 1927)
- Migliori vittorie:
  - In campionati nazionali dilettanti: 10-1 vs River Plate (nel 1905 giocando nella División III)
  - In campionati nazionali: 8-1 vs Racing Club (22 novembre, 1961).
  - In tornei internazionali: 5-1 vs Alianza Lima (in Coppa Libertadores 2003).

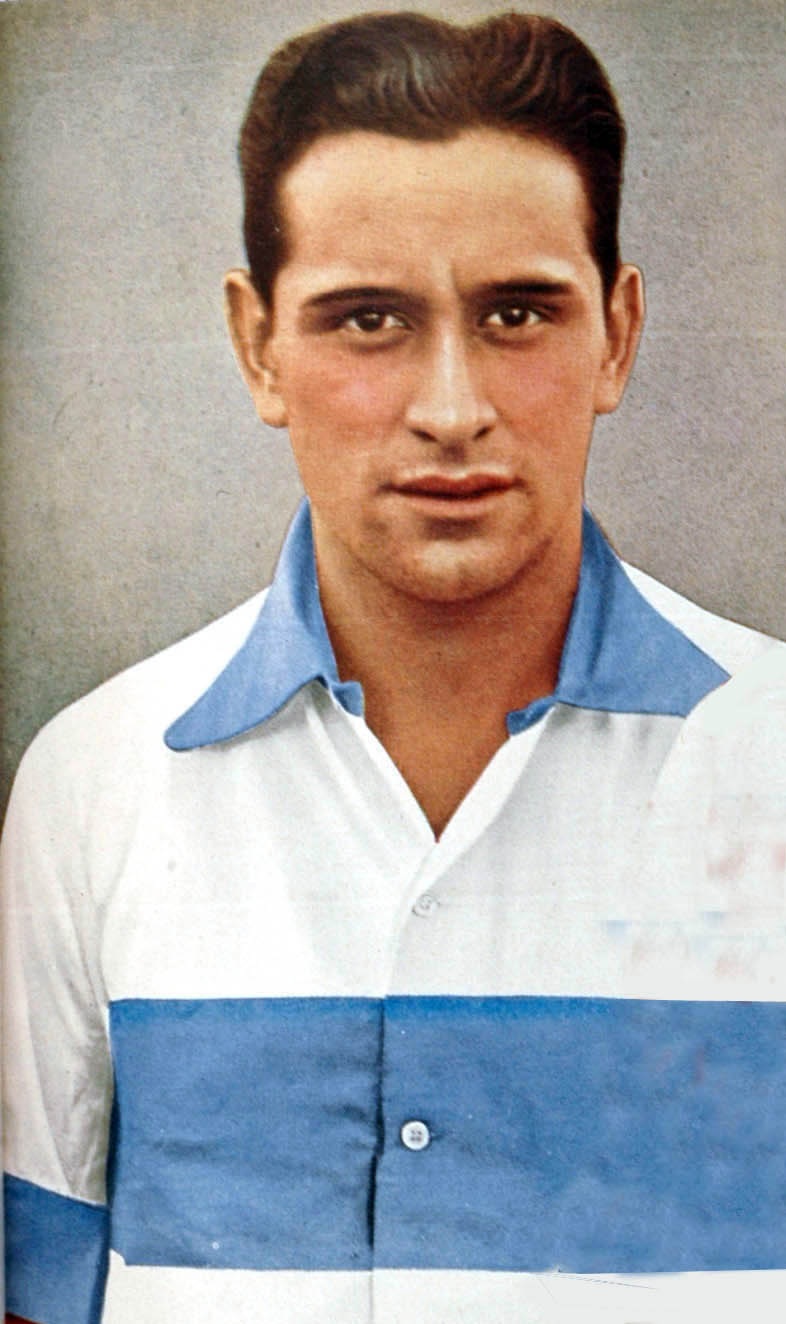
Arturo Naón.

- Numero massimo di vittorie consecutive raggiunto in Prima divisione:
  - 8 (Apertura 2005), che è la 6a-migliore striscia di vittorie nella storia del calcio argentino(nei tornei semestrali)
  - 9 (Campeonato del 1962)
- Peggiori sconfitte:
  - In campionati nazionali: 0-8 vs Huracán.
  - In tornei internazionali: 0-4 vs Sud America IA (in Coppa CONMEBOL 1995)

- Migliori Marcatori:
  -  Arturo Naón (95 gol in 97 partite)
  -  Manuel Fidel (80 gol in 201 partite)
  -  Diego Francisco Bayo (71 gol in 138 partite)
  -  Delio Onnis (64 gol in 113 partite)
- Giocatori con più presenze:
  -  Jorge San Esteban (oltre 400 partite e ancora attivo nel club)
  -  Guillermo Sanguinetti (383 partite nel periodo 1991-2003)
  -  Oscar Montañéz (343 partite nel periodo 1932-1945)
- Partecipazioni a competizioni internazionali ufficiali:
  - Coppa CONMEBOL (3): 1992 (Semifinalista), 1995 e 1998.
  - Coppa Sudamericana (2): 2002 e 2006 (Ottavi di finale).
  - Coppa Libertadores (2): 2003 e 2007.

### Statistiche individuali

#### Capocannonieri
- José Chirico: 27 Gol (Campionato del 1952)[53]
- Roberto Sosa: 17 Gol (Clausura 1998)[54]
- Gonzalo Vargas: 12 Gol (Clausura 2006)[55]

## Altri sport

### Pallavolo
Uno degli sport di spicco del club Gimnasia y Esgrima La Plata fu la pallavolo femminile. La squadra di pallavolo femminile del club riveste una grande importanza nella pallavolo argentina, essendo l'unica delle nove squadre fondatrici della  "Federación de Voleibol y Pelota al Cesto" ad essere ancora in attività e in Prima Divisione.
| Competizione              | Paese     | Anno      | Piazzamento |
| ------------------------- | --------- | --------- | ----------- |
| Copa Morgan FMV           | Argentina | 1951      | Campione    |
| Torneo Evita              | Argentina | 1954      | Campione    |
| Torneo Lola Berta         | Venezuela | 1955      | Campione    |
| Torneo Cuadrangular       | Cile      | 1972      | Campione    |
| Torneo Cuadrangular       | Cile      | 1975      | Campione    |
| Cuadrangular Náutico      | Uruguay   | 1976      | Campione    |
| Banco República           | Uruguay   | 1976      | 2º          |
| Liga Argentina de Clubes  | Argentina | 1998-1999 | 3ro         |
| Liga Argentina de Clubes  | Argentina | 1999-2000 | Campione    |
| Federación Metropolitana  | Argentina | 2000      | Campione    |
| Torneo Sudamericano       | Brasile   | 2000      | 4º          |
| Liga Argentina de Clubes  | Argentina | 2000-2001 | Campione    |
| Federación Metropolitana  | Argentina | 2000-2001 | Campione    |
| Liga Argentina de Clubes  | Argentina | 2003      | Campione    |
| Liga Metropolitana (FMV)  | Argentina | 2004      | Campione    |
| Liga Argentina de Clubes  | Argentina | 2005      | 2º          |
| Torneo Int. Norma Rimoldi | Argentina | 2005      | Campione    |

### Pallacanestro

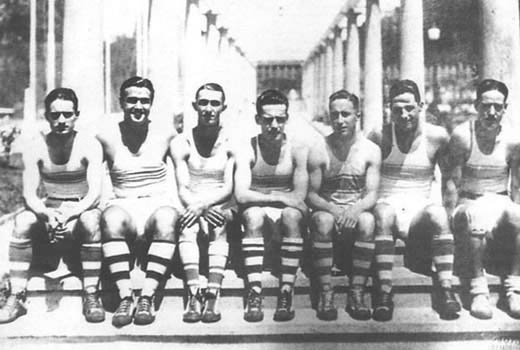
Prima squadra di pallacanestro nel 1924 allo Estadio del Bosque

La Pallacanestro (o basket) ha iniziato ad essere praticata nel Club Gimnasia y Esgrima La Plata nel 1920. Nel 1924 fu costruito uno stadio di pallacanestro. Da allora, la pallacanestro sarebbe diventato uno dei principali sport praticati dal club.
La squadra di pallacanestro della Gimnasia y Esgrima La Plata ha raggiunto l'apice dei suoi successi nel corso del 1978 e 1979, quando ha vinto per due volte consecutive il campionato argentino di pallacanestro (titolo Metropolitano), prevalendo in entrambi i casi sulla favorita Obras Sanitarias. La formazione due volte campione comprendeva giocatori del calibro di "Gallego" González, "Finito" Gehrmann, Peinado, e gli statunitensi Michael Jackson, Lawrence Jackson Jr, e il leader e la star, la guardia tiratrice Clarence Edgar Metcalfe, scelto come MVP nel 1979. L'allenatore della squadra due volte campione era Rolando Sfeir.
Il Gimnasia giunse secondo nel 2003/04 nella Liga Nacional de Básquetbol, venendo sconfitto in finale dal Boca Juniors per 4-2. Nella stagione successiva, la squadra retrocesse in TNA (Seconda Divisione), in seguito alla decisione del presidente Juan José Muñoz di diminuire notevolmente il budget per la sezione pallacanestro, provocando la perdita dei suoi principali giocatori. Oggi, la prima squadra di basket del Gimnasia disputa il campionato di TNA (Seconda Divisione).

## Organico

### Rosa 2025
Rosa aggiornata al 31 gennaio 2025.
| N. |                      | Ruolo | Calciatore                  |
| -- | -------------------- | ----- | --------------------------- |
| 1  | Argentina (bandiera) | P     | Luis Ingolotti              |
| 3  | Argentina (bandiera) | D     | Diego Mastrángelo           |
| 4  | Argentina (bandiera) | D     | Leonardo Morales (capitano) |
| 5  | Uruguay (bandiera)   | C     | Martín Fernández            |
| 6  | Argentina (bandiera) | D     | Gastón Suso                 |
| 8  | Argentina (bandiera) | C     | Bautista Merlini            |
| 9  | Uruguay (bandiera)   | C     | Matías Abaldo               |
| 10 | Argentina (bandiera) | C     | Pablo de Blasis             |
| 11 | Armenia (bandiera)   | A     | Norberto Briasco            |
| 14 | Argentina (bandiera) | C     | Pedro Silva Torrejón        |
| 15 | Uruguay (bandiera)   | C     | Juan Pintado                |
| 16 | Argentina (bandiera) | C     | Augusto Max                 |
| 19 | Argentina (bandiera) | C     | Lucas Castro                |
| 20 | Argentina (bandiera) | D     | Renzo Giampaoli             |

| N. |                      | Ruolo | Calciatore          |
| -- | -------------------- | ----- | ------------------- |
| 21 | Uruguay (bandiera)   | D     | Enzo Martínez       |
| 22 | Argentina (bandiera) | D     | Matías Melluso      |
| 23 | Argentina (bandiera) | P     | Nelson Insfrán      |
| 26 | Argentina (bandiera) | A     | Franco Torres       |
| 28 | Argentina (bandiera) | D     | Fabricio Corbalán   |
| 29 | Argentina (bandiera) | A     | Ivo Mammini         |
| 30 | Argentina (bandiera) | A     | Rodrigo Castillo    |
| 31 | Argentina (bandiera) | A     | Santino Primante    |
| 32 | Argentina (bandiera) | A     | Marcelo Torres      |
| 34 | Argentina (bandiera) | C     | Leandro Mamut       |
| 35 | Argentina (bandiera) | D     | Juan Cortazzo       |
| 38 | Argentina (bandiera) | A     | Manuel Panaro       |
| 39 | Argentina (bandiera) | C     | Facundo Di Biasi    |
| 43 | Argentina (bandiera) | A     | Maximiliano Zalazar |
| 93 | Venezuela (bandiera) | C     | Júnior Moreno       |